# Dragonlance
Dragonlance es una serie de novelas de fantasía épica, dividida en varias trilogías escritas principalmente por Margaret Weis y Tracy Hickman (autores de otros muchos mundos de fantasía como los narrados en La espada de Joram, El Ciclo de la Puerta de la Muerte, La Rosa del Profeta y La Gema Soberana entre otros), y varios libros independientes que cuentan historias relacionadas. El universo de ficción de esta serie literaria está ricamente descrito y detallado en el escenario de campaña de mismo título del juego de rol Dungeons & Dragons.
La serie Dragonlance fue creada originalmente por Laura y Tracy Hickman mientras conducían de camino a TSR para una entrevista de trabajo. Allí Tracy conoció a su futura compañera de escritura, Margaret Weis, y a un grupo de asociados para jugar una partida de Dungeons & Dragons. Las aventuras desarrolladas durante esa partida desembocaron en la creación del primer módulo de juego para Dragonlance y de la novela El retorno de los dragones, la primera de la trilogía de las Crónicas de la Dragonlance.
La acción de las novelas de la Dragonlance se desarrollan en el mundo de Krynn, la mayoría en varios emplazamientos del continente de Ansalon (aunque algunas tienen lugar en el menos conocido continente de Taladas, al norte de Ansalon). La historia principal cuenta las aventuras de un grupo de amigos en su búsqueda de signos de los auténticos dioses, desaparecidos tras el Cataclismo. Tras unas primeras trilogías generales y de gran éxito, vinieron otras más específicas acerca de determinados personajes, y de otras zonas de ese mundo.

## Novelas deDragonlance

### Historia principal
La historia principal de Dragonlance tiene lugar 350 años después del Cataclismo, un desastre que tuvo lugar cuando los dioses montaron en cólera por la arrogancia del Príncipe de los Sacerdotes de Istar, y arrojaron una montaña (un meteorito, en realidad) sobre Istar, cambiando la faz de Krynn. La raza humana cree que esta es la prueba de que los dioses los han abandonado, y en el tiempo en que se desarrolla la historia, los antiguos dioses son poco más que leyendas. Según se va gestando una nueva guerra, un grupo de amigos tiene un encuentro con una pareja de bárbaros que portan un báculo de cristal azul. Estos viajeros más adelante conocidos como los Héroes de la Lanza, comienzan un viaje en el que descubren los secretos del báculo, el verdadero significado de la desaparición de los dioses, el retorno de los dragones y unas míticas armas conocidas como las Dragonlance. Los Héroes jugarán un papel decisivo en la derrota de la Reina de la Oscuridad, la diosa Takhisis, y el fin de la Guerra de la Lanza.
Unos años después de lo sucedido en las Crónicas de la Dragonlance, el mago Raistlin Majere, que se había vuelto muy poderoso durante la Guerra de la Lanza, inicia un plan para tratar de convertirse en dios, mezclando en su intriga a su hermano Caramon, la sacerdotisa Crysania, y el kender Tass (así como a otros personajes secundarios, de los cuales en sus propios libros hablarán de su encuentro con el mago)

### Libros principales (en orden cronológico)
- Crónicas de la Dragonlance

Cuenta cómo se reúnen los Héroes de la Lanza y cómo derrotan al ejército draconiano de Takhisis, poniendo fin a la Guerra de la Lanza (años 350 a 353 después del Cataclismo)
1. El retorno de los dragones (1984)
2. La Tumba de Huma (1985)
3. La Reina de la Oscuridad (1985)

- Leyendas de la Dragonlance

Transcurre durante la Guerra de la Dama Azul en 357 d. C., así como las aventuras de Raistlin y Caramon Majere y el intento del mago de convertirse en dios. Como en esta serie se producen episodios de viajes en el tiempo, también hay parte de la acción que sucede durante los días previos al Cataclismo, y la Guerra de los Enanos, en el año 39 d. C.
1. El Templo de Istar (1986)
2. La Guerra de los Enanos (1986)
3. El Umbral del Poder (1986)

- Libro suelto

1. La Segunda Generación

Es una recopilación de relatos que habla sobre los hijos de los Héroes de la Lanza, quienes más adelante se convertirán en personajes importantes de la historia de Dragonlance. Se cuenta este libro como parte de la trama principal porque contiene eventos sucedidos entre la Guerra de la Lanza y la Guerra del Caos que es necesario leer para entender la historia. Sin embargo, se puede leer Dragons of Summer Flame sin leer este libro. Estas dos novelas desarrollan personajes que aparecerán más adelante en la trilogía de La Guerra de los Espíritus.
Nota: En castellano, este libro debe leerse complementado con las novelas cortas que tienen el título de El Legado, ¿Qué te apuestas? y La Hija de Raistlin; situados cada uno en uno volumen de la primera trilogía de Cuentos de la Dragonlance. En la edición americana, tanto La Segunda Generación como la trilogía de cuentos cortos incluyen dichos relatos, pero dado que en España se publicó años antes la trilogía de cuentos cortos, a la hora de publicar La Segunda Generación Timun Mas optó por excluir dichos relatos cortos de este libro argumentando que ya salían en la trilogía de cuentos cortos.
- El Ocaso de los Dragones

1. Los Caballeros de Takhisis
2. La Guerra de los Dioses

- Quinta Era

1. El Amanecer de una Nueva Era
2. El Dragón Azul
3. Conjuro de Dragones

- La Guerra de los Espíritus

1. Los Caballeros de Neraka
2. El Río de los Muertos
3. El Nombre del Único

Con el final de La Guerra de los Espíritus concluye la denominada trama principal de Krynn, la cual consistía en que Weis y Hickman escribían una saga que avanzaba el presente de Krynn y los demás escritores complementaban con libros sueltos de profundización en esos conflictos generales que narraban Weis y Hickman (o bien Jean Rabe en la época de la trilogía de la 5.ª Era) aunque también se escriben otros escritos que narraban hechos históricos de eras pasadas y libros de relatos cortos que pueden narrar un relato de algo muy importante, una historia curiosa o un relato intrascendente sin más motivo que narrar una situación que se puede dar en cualquier lugar de Krynn.
Con la nueva metodología de escritura, ya no sólo Weis y Hickman escriben trilogías que avanzan el presente de Krynn sino muchos más escritores, de tal modo tenemos por ejemplo trilogías como Las Guerras de los Minotauros, La Discípula Oscura, Elven Exiles Trilogy, La Trilogía de Linsha, The Rise of Solamnia, Taladas Trilogy, etc. En las cuales todas avanzan el presente de Krynn en mayor o menor medida pero sin que ninguna sea más importante que la otra. Por este motivo se da por concluida la interpretación de "trama principal" y ya los caminos de lectura se ramifican por muchas tramas posibles que quedan a la elección del lector. No debe olvidarse que aún en este caso se siguen escribiendo trilogías que narran historias centradas en hechos históricos de otras eras tales como The Kingpriest, sagas de libros sueltos independientes entre sí como pueden ser The Champions y se siguen planificando libros de relatos cortos.

### Otros libros
- El Muro de Hielo

1. El Mensajero
2. La Esfera Dorada
3. Winterheim

- Héroes de la Dragonlance (Trilogía I)

1. La Leyenda de Huma
2. Espada de Reyes
3. El Caballero de Solamnia

- Héroes de la Dragonlance (Trilogía II)

1. Kaz el Minotauro
2. Las Puertas de Thorbardin
3. El Caballero Galen

- Las Naciones Élficas

1. El primogénito
2. Las guerras de Kinslayer
3. Los Qualinestis

- Las Naciones Enanas

1. El Pacto de la Forja
2. El Reino de los Thanes
3. Derkin, el Primer Rey

Silvanos, fundador de la nación unida élfica, conocida como Silvanesti, muere y es enterrado en una tumba de cristal. El gobierno de los clanes y las casas recae sobre su hijo, Sithel, quien a su vez es padre de gemelos: los príncipes Sithas y Kith-Kanan que representan las facciones que surgen entre los elfos. Tras la muerte de su padre, Sithas, declara la guerra a los ergothianos, y Kith-Kanan tiene que tomar partido por uno de los dos bandos.
Combate con nobleza al lado de su orgullosa raza en la terrible Guerra de Kinslayer. Le seguirá la fundación de Qualinost y la creación de la espléndida sociedad de los elfos renegados: los qualinestis. Kith-Kanan se convierte en su primer Orador de los Soles, pero pronto lo hostigan sus fracasos: la acritud entre las facciones elfas y el extraño comportamiento de su hijo y futuro sucesor. 
- Defensores de la Magia

1. La Noche del Ojo
2. La Plaga de la Medusa
3. El Séptimo Centinela

- Los Compañeros de la Dragonlance

1. Qualinost
2. El Incorregible Tas
3. Kitiara Uth Matar
4. El Código y la Medida
5. Pedernal y Acero
6. Mithas y Karthay

- La Forja de un Túnica Negra

1. Raistlin, el aprendiz de mago
2. Raistlin, crisol de la magia
3. Raistlin, Mago guerrero
4. Raistlin, el Túnica Roja

- Preludios

1. Guardián de Lunitari
2. El País de los Kenders
3. Los hermanos Majere

- Preludios II

1. La Misión de Riverwind
2. Flint, Rey de los Gullys
3. Tanis el Semielfo (libro)

- Cuentos de la Dragonlance (Trilogía I)

1. La Magia de Krynn
2. Kenders, Enanos y Gnomos
3. Historias de Ansalon

- Cuentos de la Dragonlance (Trilogía II)

1. El Reino de Istar
2. El Cataclismo
3. La Guerra de la Lanza

- La Guerra de Caos (editados en forma de libros sueltos)

1. Gilthas Orador de los Soles
2. La Conquista del Monte Noimporta
3. Las Lágrimas de Paladine
4. El Último Thane
5. Monstruos del Mar Sangriento

- Regimiento de Kang

1. Enanos y Draconianos
2. Medidas Draconianas

- Villanos de la Dragonlance (editado en forma de libros sueltos)

1. El Ala Negra
2. Verminard, Señor de Nidus
3. El Emperador de Ansalon
4. Hederick, el Teócrata
5. Lord Toede
6. Takhisis, la reina de la Oscuridad

- Guerreros de las Dragonlance

1. Pirvan el Ladrón
2. Pirvan el Caballero
3. Sir Pirvan Wayward
4. El Legado de Sir Pirvan
5. Theros Ironfeld
6. Lord Soth
7. Maquesta Nar-Thon

- Historias Perdidas

1. Los Hijos de Sargas
2. Los Enanos Gullys
3. Los Dragones

- Leyendas Perdidas

1. Vinas Solamnus, el primer Caballero
2. Fistandantilus
3. Historias del tío Saltatrampas

- Antologías de los Dragones

1. Los Dragones de Krynn
2. Los Dragones en Guerra
3. Los Dragones de Caos

- Clásicos

1. Asesinato en Tarsis
2. Dalamar el Oscuro

- Interregno

1. El Asedio de Kendermore
2. El Legado de Steel
3. La Escalera de Plata
4. La Rosa y la Calavera
5. La misión de Dezra

- La Saga de Dhamon

1. El Héroe Caído
2. Traición
3. Redención

- Encrucijada

1. El Círculo Clandestino
2. El Gremio de los Ladrones
3. Aún faltan otros 3 libros de esta serie por editar

- La Discípula Oscura

1. Ámbar y Cenizas
2. Ámbar y Hierro
3. Ámbar y sangre

- La Trilogía de Linsha

1. La Ciudad de lo Perdido
2. El Éxodo de los Vencidos
3. El Regreso del Exilio

- Las guerras de los minotauros

1. Noche sangrienta
2. Marea sangrienta
3. Imperio sangriento

- El despertar de Solamnia

1. Caballero de la rosa
2. La corona y la espada
3. La medida y la verdad

- Crónicas perdidas

1. El mazo de Kharas
2. El orbe de los dragones
3. La torre de Wayreth

- Libros especiales

1. El Gran Libro de la Dragonlance
2. Atlas de la Dragonlance[1]

## Historia e influencia
La serie fue publicada originalmente por TSR a principios de los 80 como complemento a sus productos de juego de Advanced Dungeons & Dragons. En a actualidad los publica Wizards of the Coast, compañía que adquirió TSR en 1997. En 2001, WotC cedió la licencia para publicar más material de juego para Dragonlance a Sovereign Press, lo que tuvo como resultado la publicación de una nueva versión revisada del Escenario de Campaña para Dragonlance en 2003, que se basaba en la 3.ª edición de Dungeons & Dragons. El 23 de abril de 2007 Weis anunció que no se había renovado dicha licencia, y que los accesorios y suplementos de juego de Dragonlance solo se publicarían a partir de final de año cuando la licencia volviera a Wizards of the Coast
El mundo de Dragonlance fue el primero en ser producido de forma profesional con el fin de servir de escenario de campaña para un juego de rol, con toda clase de productos (novelas, módulos, miniaturas, etc.). Antes de Dragonlance, los mundos ficticios evolucionaban desde los escenarios de campaña que los aficionados creaban (como Falcongris), desde mundos ya existentes (la TIerra Media), o se basaban en la vida real. El éxito de Dragonlance fue tal que animó a los editores a crear y comercializar nuevos mundos ficticios, como Ravenloft.
Las novelas han inspirado varios trabajos fuera del ámbito literario: Wishmaster, una canción de la banda finlandesa Nightwish, basada en la relación entre el mago Raistlin y su aprendiz Dalamar. La banda metal sueca Lake of Tears escribió una canción llamada "Raistlin and the Rose, publicada en su álbum de 1997 Crimson Cosmos, y los alemanes Blind Guardian tienen una canción llamada The Soulforged, también inspirada por la historia de Raistlin y que apareció incluida en el disco A Night At the Opera de 2002.
Otra banda de metal sueca, llamada Dragonland, baso sus dos primeros discos en esta novela.

## Libros de rol
A partir del año 2003 la editorial propietaria de los derechos de Dragonlance, Wizards of the Coast, decidió retomar la producción de material de rol que años antes había tenido la saga de la mano de TSR. El material actual está adaptado al sistema de juego d20 de Dungeons and Dragons. Hasta la fecha los productos de rol relacionados con Dragonlance editados en España han sido publicados por la editorial barcelonesa Devir Iberia y son los siguientes:
- Escenario de Campaña: manual básico introductorio a la actualidad del mundo de Krynn hasta el momento de los hechos narrados en la trilogía de La Guerra de los Espíritus. Introducción a las reglas básicas de juego.
- La Guerra de la Lanza: manual centrado en este periodo de la historia de Ansalon en la Era de la Desesperación.
- La Era de los Mortales: manual centrado en la 5 Era de Krynn desde su inicio hasta el final de La Guerra de los Espíritus.
- Bestiario de Krynn: compendio de criaturas que pueblan Ansalon.
- La Llave del Destino: primer módulo de juego de una trilogía situada en la Era de los Mortales.
- Pantalla del Dungeon Master: pantalla de reglas de juego.

## Película deDragonlance
Durante muchos años ha habido rumores sobre la producción de una película basada en las novelas, que hasta el momento no había tenido ningún resultado a pesar de las demandas de los fanes. Un grupo de jóvenes turcos rodaron unos tráileres de varios minutos de duración en los que aparecían los personajes de los libros. Aunque rodados por aficionados, tienen una calidad bastante buena y son muy conocidos entre los aficionados.
Finalmente Paramount Pictures confirmó la producción de una película que se suponía que iba a estar lista el 15 de junio de 2008, aunque podía reservarse el DVD con un año de antelación al estreno. El 14 de julio de 2006, fue revelado el reparto de la película animada. Actualmente esta película ya está disponible en formato DVD. Cuenta, muy resumidamente y agregando elementos extraños al libro, la primera de las historias (El Retorno de los Dragones). La película, Dragonlance: Dragons of Autumn Twilight ha sido realizada utilizando un conjunto de dibujos animados y algunos personajes en 3D, e incluye a los siguientes actores prestando su voz a los personajes:
- Kiefer Sutherland, voz de Raistlin Majere.
- Lucy Lawless, voz de Goldmoon.
- Phil LaMarr, voz de Riverwind.
- Michael Rosenbaum, voz de Tanis Semielfo.
- Michelle Trachtenberg, voz de Tika Waylan.
- Fred Tatasciore, voz de Flint Fireforge.
- Rino Romano, voz de Caramon Majere.
- Jason Marsden, voz de Tasslehoff Burrfoot.
- Mark Worden, voz de Sturm Brightblade.
- Neil Ross, voz de Fizban.

A pesar de las expectativas de la comunidad de fanes de la saga Dragonlance, el film tuvo malas críticas que abarcaban desde la mala adaptación de la historia al guion, hasta la calidad de las animaciones y el movimiento de los personajes.